# Acalymma demissum
Acalymma demissum es una especie de  coleóptero de la familia Chrysomelidae. Fue descrita en 1847 por Erichson.